# Yunnan Hongta FC
El Yunnan Hongta FC (en chino simplificado, 云南红塔) fue un equipo de fútbol de China que jugó en la Liga Jia-A, la desaparecida primera división nacional.

## Historia
Fue fundado en el año 1996 en la ciudad de Shenzhen con el nombre Shenzhen Kinspar por el Shenzhen Kinspar Group. El club se encontraba en las divisiones inferiores de fútbol chino y fue vendido al Yunnan Hongta Group, entidad vinculada al negocio del tabaco y cambío en nombre por el de Yunnan Hongta FC en 1997 además de mudarlo a la ciudad de Kunming.
El equipo hizo una fuerte inversión con la contratación de jugadores y en 1999 logran el ascenso a la Liga Jia-A al terminar en segundo lugar de la segunda liga.
Luego de cuatro temporadas en las que el club estuvo en la mitad de la tabla de clasificación hacia abajo, el Yunnan Hongta Group perdió la paciencia por el título nacional y vendío el equipo al descendido Chongqing Lifan. La fusión terminó con el deseo del Yunnan Hongta del campeonato. Sin la gran inversión del Yunnan Hongta Group, el nuevo equipo terminaría en los últimos lugares los siguientes dos años.
El equipo reserva del Yunnan Hongta también fue vendido, y se formó el Lijiang Dongba como equipo de la China League Two por tres años.

## Nombres
- 1996: Shenzhen Kinspar (深圳金鹏)
- 1997-03: Yunnan Hongta (云南红塔)[1]

## Resultados
- Fuente:[2]

| Temporada | 1996 | 1997 | 1998 | 1999 | 2000 | 2001 | 2002 | 2003 |
| --------- | ---- | ---- | ---- | ---- | ---- | ---- | ---- | ---- |
| División  | 3    | 2    | 2    | 2    | 1    | 1    | 1    | 1    |
| Posición  | 2    | 7    | 9    | 2    | 12   | 10   | 7    | 7    |